# Gallegos de Solmirón
Gallegos de Solmirón ist ein Ort und eine westspanische Gemeinde (municipio) mit 109 Einwohnern (Stand: 2024) in der Provinz Salamanca in der Autonomen Region Kastilien-León.

## Lage
Gallegos de Solmirón liegt in einer Höhe von ca. 1105 m etwa 57 Kilometer südsüdwestlich von der Provinzhauptstadt Salamanca.
Das Klima im Winter ist kühl, im Sommer dagegen durchaus warm; die Niederschlagsmengen (ca. 817 mm/Jahr) fallen – mit Ausnahme der nahezu regenlosen Sommermonate – verteilt übers ganze Jahr.

## Bevölkerungsentwicklung
| Jahr      | 1970 | 1981 | 1991 | 2001 | 2011 | 2021 |
| Einwohner | 561  | 357  | 260  | 193  | 145  | 115  |

## Sehenswürdigkeiten
- Johannes-der-Täufer-Kirche (Iglesia de San Juan Bautista)

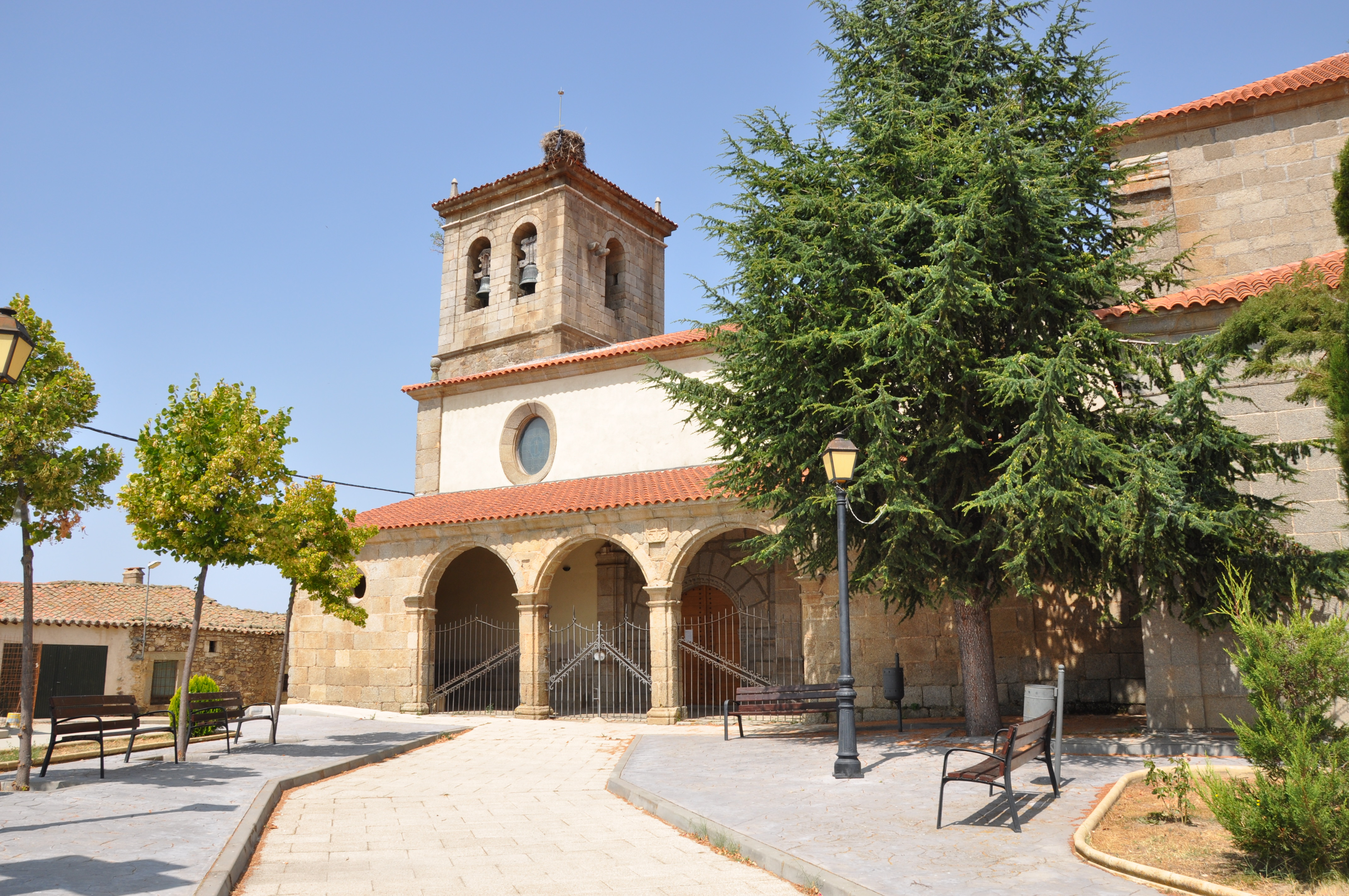
Johannes-der-Täufer-Kirche
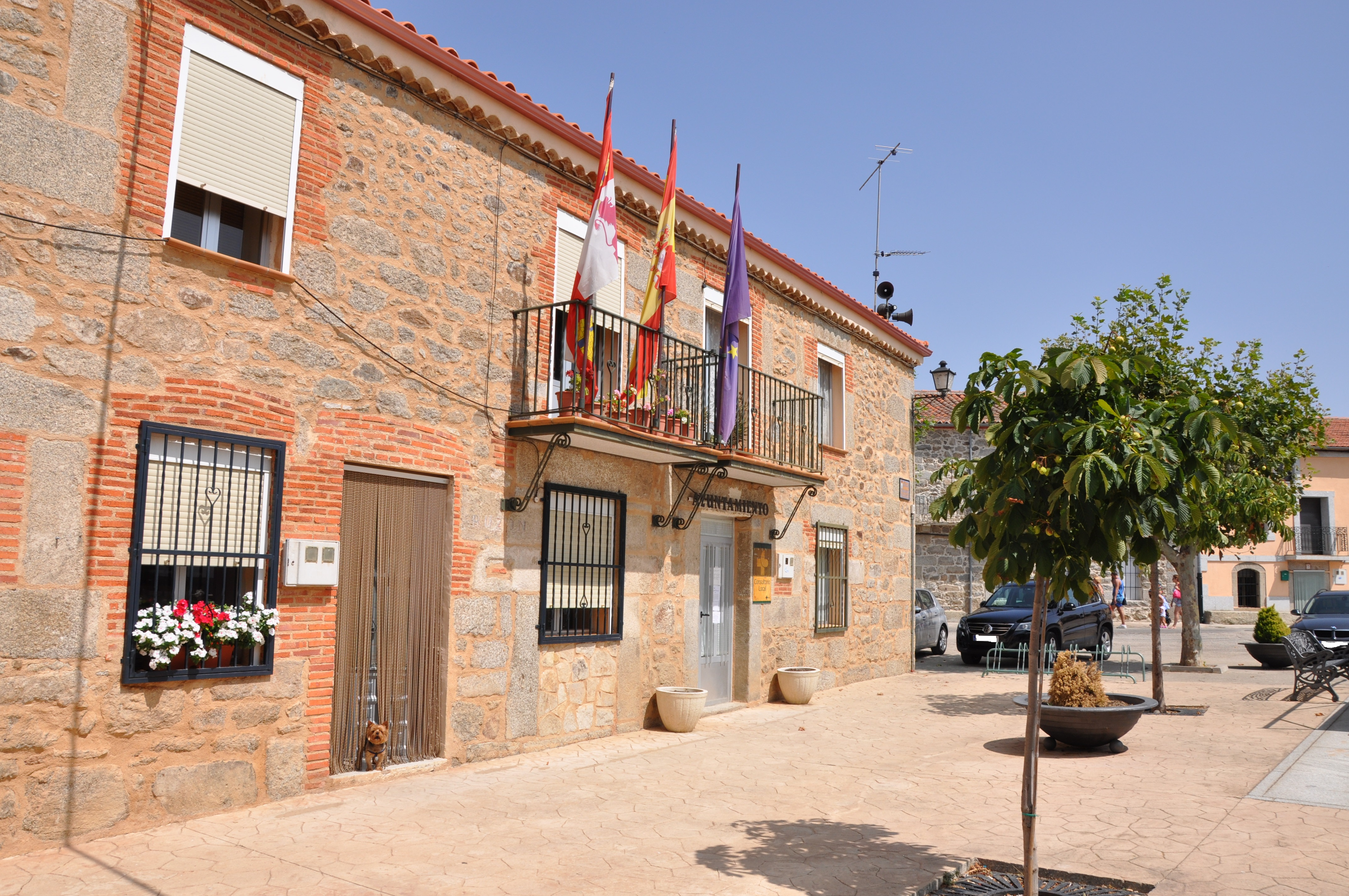
Rathaus

## Persönlichkeiten
- Evaristo Martín Nieto (1923–2014), Priester und Bibelwissenschaftler